# Chang Ping

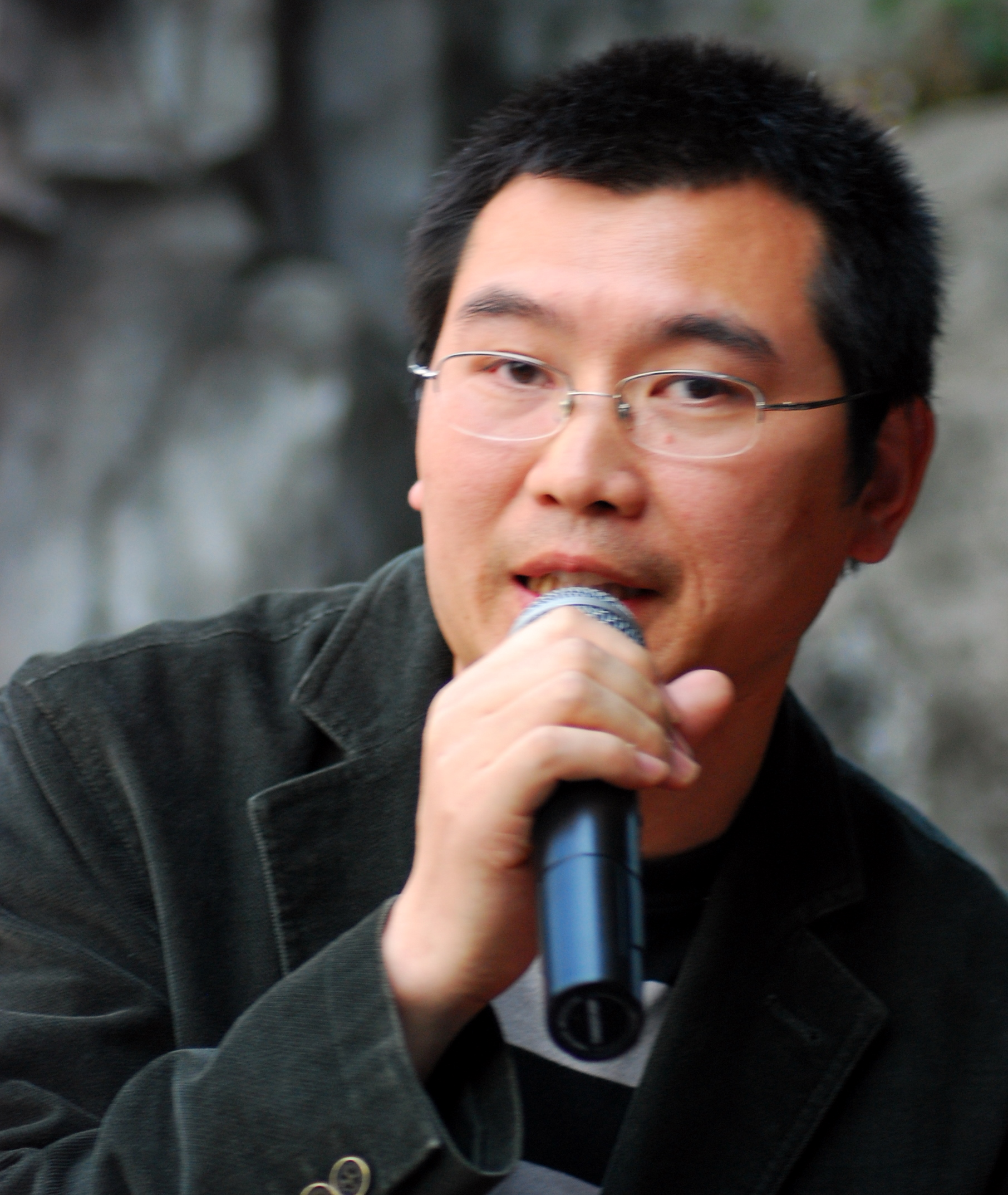
Chang Ping 2010 in China

Chang Ping (chinesisch 长平, Pinyin Chang Ping; * 22. Juni 1968) heißt mit bürgerlichem Namen Ping Zhang, ist Journalist, Schriftsteller, Kurator des Museums des 4. Juni für Erinnerung und Menschenrechte (June 4th Museum of Memory and Human Rights) und ein Dissident aus der Volksrepublik China. Er gilt als einer der bekanntesten Kritiker der Politik Chinas in der Gegenwart. Er kommt aus Xichong in der chinesischen Provinz Sichuan. In den 1990er Jahren war Chang Ping Mitgründer und Herausgeber einer Reihe von Zeitungen, Magazinen und elektronischen Medien auf dem chinesischen Festland und in Hongkong. Er ist Vertreter der „freien Intellektuellen“ in China und erhielt mehrere Auszeichnungen, darunter den Hong Kong Human Rights News Award und den Canadian International Press Freedom Award.
Chang Ping war Nachrichtendirektor von „Southern Weekend“, einem bekannten chinesischen Medienunternehmen für aktuelle Angelegenheiten. Sein Redigieren und Schreiben war lange Zeit kritisch gegenüber der chinesischen Regierung; er forderte politische Reformen, Redefreiheit, Frauenrechte usw. und war sehr einflussreich. Seit Ende 2010 ist Chang Ping die Veröffentlichung von Artikeln und Büchern in chinesischen Medien auf dem chinesischen Festland untersagt. Im Jahr 2011 gründete Chang Ping in Hongkong die Zeitschrift „iSun Affairs“. Die Regierung von Hongkong lehnte es jedoch ab, ihm ein Arbeitsvisum auszustellen. Anschließend wurde er ins Heinrich-Böll-Haus nach Langenbroich eingeladen, wo er ein Jahr lang als Gastautor lebte. Chang Ping lebt seit 2011 in Deutschland, da er und seine Familie bedroht sind. Er schreibt und kommentiert als Kolumnist bei der Deutschen Welle und dem taiwanesischen Online-Medium „Up Media“.
Chang Ping hat Artikel in vielen Medien auf dem chinesischen Festland, in Hongkong, Taiwan, Malaysia, Deutschland und an anderen Orten verfasst. Seine Artikel erschienen in der New York Times, der New York Review of Books, dem britischen „Guardian“, der Wirtschaftswoche, der Canadian CBC, dem taiwanesischen „Up Media“ und andere internationale Medien.
Chang Ping war Gastprofessor an der Ostchinesischen Universität für Politikwissenschaft und Recht in Shanghai und leitender wissenschaftlicher Mitarbeiter am Southern Metropolis Communication Institute in Guangzhou. In einem Vortrag an der Fudan-Universität in Shanghai sagte er: „Wir sollten uns in eine Zivilgesellschaft verwandeln, anstatt auf einen tugendhaften Führer zu warten.“
Chang Ping hat Romane und Gedichten und auf YouTube das Musikalbum „Freedom Cage“  veröffentlicht.

## Leben

### Frühe Jahre
Chang Pings Familienname ist Zhang, Vorname Ping. Er wurde während der Kulturrevolution in China geboren und erlebte die späte Kulturrevolution als Teenager.

### Chengdu Business Daily
1993 war Chang Ping an der Gründung von „Chengdu Commercial News“ beteiligt und war Redaktionsleiter. Die Medien erzielten große kommerzielle Erfolge, aber Chang Ping wurde unterdrückt, weil er die journalistischen Grundsätze eingehalten hatte. Er verließ Sichuan und ging nach Guangzhou, um sich dem „Southern Weekend“ anzuschließen.

### Southern Weekend
Von 1998 bis 2002 war Chang Ping Leiter der Nachrichtenabteilung von Southern Weekend. Diese Zeit wurde zu einer Blütezeit der Zeitung, was das Ansehen in der Branche, den sozialen Einfluss, die Auflage und die Werbeeinnahmen betrifft.
Als er 2001 Direktor der Nachrichtenabteilung für „Southern Weekend“ war, veröffentlichte die Zeitung den „Fall Zhang Jun“, der über die Wachstumserfahrung der Triadenführer berichtete, sowie mehrere andere kritische Berichte, die die lokale Regierung und die Propaganda-Abteilung des Zentralkomitees der Kommunistischen Partei Chinas verärgerten. Das führte dazu, dass Chang Ping zusammen mit dem Chefredakteur Jiang Yiping und dem stellvertretenden Redakteur, Qian Gang, „Southern Weekend“ verließ. Das war der Anfang des Niedergangs der Zeitung.

### „The Bund“, „Southern Metropolis Weekly“ und die tibetischen Unruhen 2008
Von 2003 bis 2004 war Chang Ping Gastwissenschaftler an der University of California, Berkeley. Nach seiner Rückkehr nach China gründeten er und seine Kollegen „The Bund“ in Shanghai und das „Southern Metropolis Weekly“ in Guangzhou. Er war stellvertretender Chefredakteur für beide Zeitungen.
Nach den tibetischen Unruhen von 2008 wurde er als stellvertretender Chefredakteur wegen der Veröffentlichung von „Tibet: die Wahrheit und die Stimmung des Nationalismus“ auf der chinesischen Website der Financial Times, die zu Angriffen von Internetnutzern und der Zeitung „Beijing Evening News“ führten, entlassen. Später wurde er als leitender Forscher an das Nandu Communication Research Institute versetzt.
Der Präsident der „Beijing Evening News“ gab persönlich „Chang Ping von Southern Metropolis Weekly verbreitet Gerüchtefreiheit“ heraus und kritisierte Chang Ping und die Southern Newspaper Group für ihr Konzept des „Universellen Wertes“, das den Auftakt für die jahrelange Debatte über den Universellen Wert darstellte. Diese Kontroverse wurde 2012 fortgesetzt und von Xi Jinping gestoppt. Seit August 2010 ist das Veröffentlichen von Chang Pings Kolumnen, Artikeln und Büchern auf dem chinesischen Festland vollständig verboten. Ende Januar 2011 wurde er von der Southern Newspaper Group entlassen. Man startete eine gemeinsame Unterstützungs- und Spendenkampagne im Internet, woraufhin die relevanten Nachrichten auf Sina Weibo vollständig blockiert wurden.

### „iSun Affairs“
Anfang 2011 besuchte Chang Ping die Hong Kong Baptist University. Später gründete er mit seinen Kollegen die „iSun Affairs“ und fungierte als Chefredakteur. Das Wochenmagazin gewann vier Journalistenpreise der „Society of Publishers in Asia“ und wurde als die aktuellste elektronische Publikation für aktuelle Angelegenheiten gefeiert.
Im Oktober 2011 ließ die chinesische Regierung „iSun Affairs“ aufgrund ihrer sensiblen Inhalte aus dem App Store entfernen und untersagte Internetnutzern auf dem chinesischen Festland das Herunterladen. Am 18. November 2011 erließ das Chinesische „State Council Information Office“ einen Hinweis, Bereitstellung und Herunterladen der „iSun Affairs“ auf chinesischen Websites zu untersagen, und der Blog der Hauptentwickler wurde auf Weibo auf dem Festland vollständig gebannt.
Die Regierung von Hongkong lehnte die Ausstellung eines Arbeitsvisums für den Chefredakteur von „iSun Current Affairs“, Chang Ping, ab und sandte jemanden an die Hong Kong Baptist University, um die „schwarze Arbeit“ während seines Besuchs als Gastwissenschaftler zu untersuchen. Die Hong Kong Baptist University antwortete, dass die Universität Gelehrte aus dem Festland von Zeit zu Zeit zum akademischen Austausch nach Hongkong einlade, und betonte, dass es kein Arbeitsverhältnis zwischen den beiden Parteien gebe. Die Untersuchung verlief ergebnislos.

### Deutschland

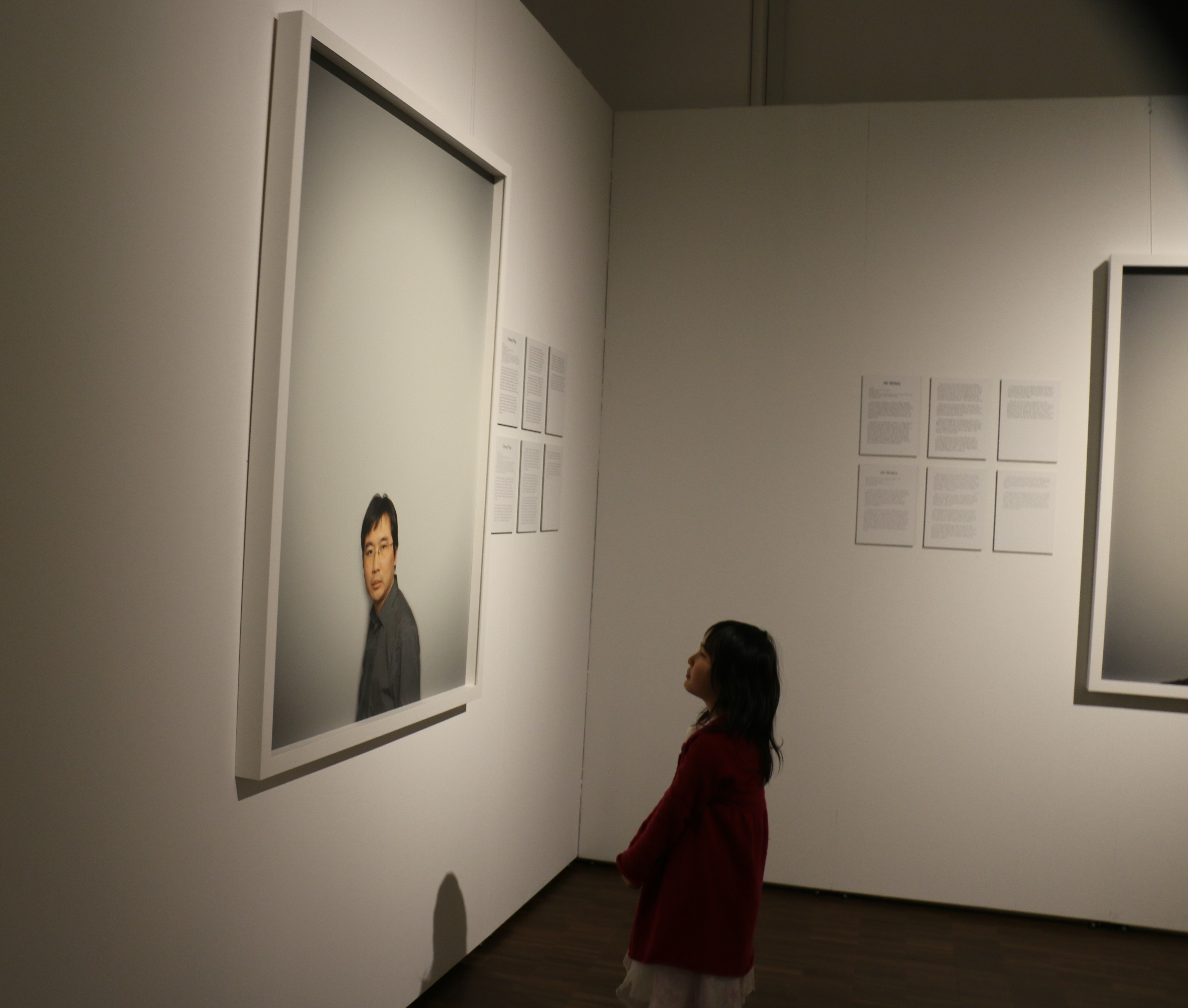
Mai 2016, in Museum am Rothenbaum – Kulturen und Künste der Welt, MARKK, Hamburg, Deutschland

Im Juli 2011 wurde Chang Ping von der Heinrich-Böll-Stiftung als Gastautor nach Deutschland eingeladen und lebte in der ehemaligen Wohnung von Heinrich Böll. Dort editierte er „iSun Affairs“ via Internet und E-Mail. Im Juni 2012 gab Chang Ping in der Fernsehsendung „Headliner“ von Radio Television Hong Kong ein Interview, in dem Einzelheiten über die Verzögerung des Arbeitsvisums durch die Regierung von Hongkong bekannt gegeben wurden. In Bezug auf die Demokratie und die Freiheit in Hongkong in den letzten Jahren sagte er, dass Hongkong auch „nicht in der Lage ist, sich selbst zu schützen“. Dieses Programm wurde mit dem „Seventeenth Human Rights Journalism Award“ ausgezeichnet. der von der FCC (The Foreign Correspondents’ Club, Hong Kong), der HKJA (Hong Kong Journalists Association) und dem AIHK (Amnesty International Hong Kong) ausgewählt wird.
Seit 2011 schreibt Chang Ping für die Deutsche Welle Berichte und Kommentare, und er verfasst die Kolumne „Chang Ping Watch“. Er schreibt ebenfalls für die Süddeutsche Zeitung.
Im Juni 2014 hatten Chang Ping und Frank Sieren, Kolumnist der Deutschen Welle, Meinungsverschiedenheiten über das Tian’anmen-Massaker am 4. Juni 1989, Sieren vertrat die Ansicht, das Tian’anmen-Massaker sei ein „vorübergehender Fehltritt“ der KPCh. Chang Ping hingegen glaubt, dass diese Morde die „systematische Fortsetzung“ der Eigenschaft der kommunistischen Herrschaft widerspiegeln.
Chang Ping hielt unter anderem Vorträge an der Universität Göttingen, der Universität Bergen in Norwegen, dem Literaturhaus Berlin, der Asia Foundation, bei Reporter ohne Grenzen, beim Körber-Netzwerk Außenpolitik der Körber-Stiftung und an der Universität Genf.
Am 15. November 2014 hielt Chang Ping anlässlich des 33. Jahrestages des Internationalen Tages der inhaftierten Schriftsteller des PEN einen Vortrag, um das Schicksal tibetischer Schriftsteller hervorzuheben, die von chinesischen Behörden in Dharamsala, Indien, inhaftiert wurden.
Chang Ping gehört zu den Exilschriftstellern und Künstlern, deren Leben von 2015 bis 2016 in der Fotoausstellung Exile des Fotografen Antoine Wagner im Museum am Rothenbaum in Hamburg vorgestellt wurde.

### Entführung von Chang Pings Familie
Am 19. März 2016 veröffentlichte Chang Ping in der Kolumne „Chang Ping Observation“ der Deutschen Welle einen Kommentar zu einem offenen Brief, in dem Xi Jinping zum Rücktritt aufgefordert wurde. Inländische Familien und Verwandte wurden durch umfangreiche Ermittlungen und Schikanen von der chinesischen Polizei bedroht. Seine beiden Brüder und seine jüngere Schwester wurden am 27. März von der Polizei „entführt“ (Inhaftierung ohne rechtliche Formalitäten). Die Polizei nutzte familiäre Beziehungen, um Chang Ping aufzufordern, keine Kritik mehr an der Kommunistischen Partei Chinas zu üben. Chang Ping lehnte dies jedoch öffentlich ab, enthüllte Einzelheiten seiner Verhandlungen und unterbrach den Kontakt zu seiner Familie. Die Angelegenheit geriet in den Fokus der internationalen Medien. Am 29. März wurde die Familie Chang Pings gegen Kaution freigelassen.

## Ansichten und Argumente

### Unruhe in Tibet und Universeller Wert
Am 14. März 2008 kam es in Lhasa zu Unruhen. Chinesische Studenten und Internetnutzer waren der Meinung, CNN und andere Fernsehsender hätten falsch berichtet, und starteten daraufhin Anti-CNN-Kampagnen.
Am 3. April 2008 veröffentlichte Chang Ping auf der chinesischen Website der „Financial Times“ die Artikel „Tibet und die Wahrheit und die nationalistischen Gefühle“ und „Tibet: die Wahrheit und die Stimmung des Nationalismus“, der einen Aufruhr auslöste. Dieser Vorfall zog unter anderen die „Southern Metropolis Weekly“ und die „Southern Weekend“ in Mitleidenschaft.

### Tian’anmen-Massaker
Am 4. Juni 2014, zum 25. Jahrestag des Tian’anmen-Massaker, schrieb Chang Ping in der Süddeutschen Zeitung einen Artikel, in dem er darauf hinwies, dass die KPCh ihre Bildungsstrategie nach dem Tian’anmen-Massaker geändert habe, die Unterdrückung, einschließlich Gehirnwäsche und Gewalt, dauere aber bis heute an.  Am selben Tag veröffentlichte Frank Sieren, ein deutscher Medienberater mit Sitz in Peking und Kolumnist für die Deutsche Welle, auf der Website der Deutschen Welle den Artikel „Vom Himmlischen Frieden nach Leipzig“, in dem er feststellte, dass 1989 ein vorübergehender Fehltritt in der Geschichte von New China war. Die beiden starteten einen Streit. Die Debatte umfasst Themen wie die deutsche historische Reflexion, die Freiheit zu vergessen und das Recht, sich zu erinnern, Durchbruch der Internetzensur und die Gehirnwäsche. Die New York Times berichtete über die Kontroverse. Marion Detjen, eine wissenschaftliche Mitarbeiterin an der Humboldt-Universität Berlin, unterstützte Chang Pings Standpunkt.

## Feminismus
Chang Ping ist ein langjähriger Beobachter der feministischen Bewegung und der diesbezüglichen chinesischen Politik. In einer Reihe von Artikeln drückte er die Besorgnis aus, dass der sogenannte Chinesische Traum einen Rückschlag für die Rechte der Frauen bedeute.